# НИОХ-14
НИОХ-14 — противовирусный препарат, разрабатываемый для борьбы со всеми разновидностями вируса оспы. Предполагаемый механизм действия заключается в блокировании формирования оболочки вируса. Предположительно, так же, как и препарат ST-246, является средством, непосредственно подавляющим размножение поксвирусов. Разработан в Новосибирском институте органической химии им. Н.Н.Ворожцова совместно со специалистами Государственного научного центра вирусологии и биотехнологии «Вектор».